# Piper PA-32 Cherokee Six

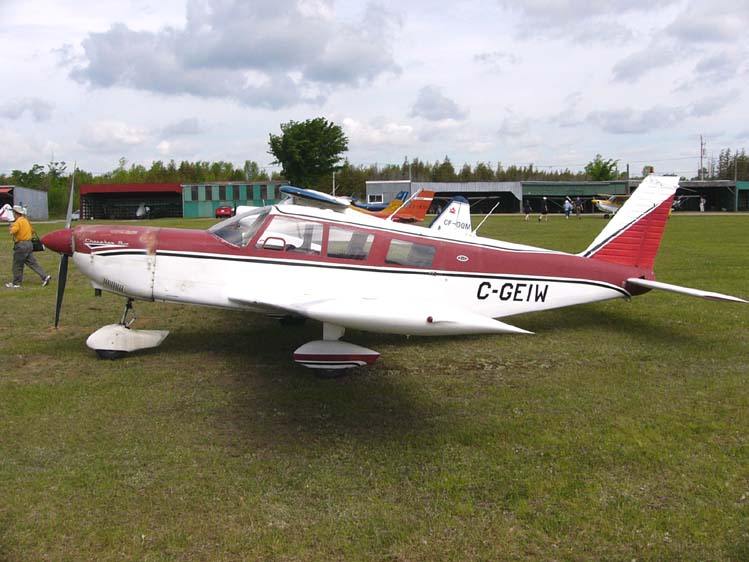
Piper PA-32-260 Cherokee Six z 1968 roku

Piper PA-32 – seria sześcio/siedmioosobowych, lekkich samolotów produkowana przez amerykańskie przedsiębiorstwo Piper Aircraft w latach 1965–2007.

## Rozwój
Produkcję serii PA-32 rozpoczęto od 260-konnego PA-32-260 Cherokee Six, który był sześcioosobową (lub siedmioosobową) wersją Piper PA-28 Cherokee.
Cherokee Six i jego następcy mieli bagażnik umieszczony pomiędzy silnikiem a kabiną pilota, oraz duże, podwójne drzwi ułatwiające wsiadanie pasażerom.

### PA-32-300
Wielu pilotów sądziło, że silnik generujący 260 KM jest za słaby dla Cherokee Six, dlatego 27 maja 1966 roku Piper uzyskał certyfikat FAA, który pozwolił na zastosowanie nowej, 300-konnej jednostki. Mocniejsza wersja otrzymała oznaczenie PA-32-300. Maszyna oferowana była w sprzedaży jako Model 1967.

### PA-32R Saratoga
W 1975 r. zmieniono podwozie na chowane w locie, a nową wersję nazwano PA-32R (nazwa handlowa Lance). Był to pierwszy model z rodziny Saratoga – luksusowej serii samolotów Piper.
Saratoga, który miał inne, zwężone skrzydła zadebiutował w 1980 roku. Z powodu kryzysu ekonomicznego, który dotknął także przemysł lotniczy, produkcja Saratogi spadała, aż w 1985 całkowicie zaprzestano produkcji tego modelu.

### Piper 6X
Po General Aviation Revitalization Act w 1994 roku, wznowiono produkcję Saratogi z chowanym podwoziem w 1995 roku. Nowy model PA-32 Saratoga został ponownie wprowadzony w 2003 roku w dwóch wariantach silnikowych – wolnossącym 6X i turbodoładowanym 6XT. Nowy model Pipera nie spotkał się jednak z zainteresowaniem nabywców i produkcję zakończono w drugiej połowie 2007 roku.

### Prototyp PA-34
Piper stworzył prototyp PA-32-260 z dwoma dodatkowymi silnikami Lycoming IO-360 zamontowanymi w skrzydłach. Trzysilnikowy samolot był protoplastą dwusilnikowej wersji Cherokee Six – PA-34 Seneca.

## Wersje
PA-32-250 Cherokee Six
Prototyp z 250-konnym silnikiem Lycoming O-540, powstały dwa samoloty tego typu
PA-32-260 Cherokee Six
Produkowany seryjnie samolot z silnikiem Lycoming O-540-E o mocy 260 KM
PA-32-260 Cherokee Six B
Model z 1969 roku z powiększoną kabiną
PA-32-260 Cherokee Six C
Model z 1970 roku z drobnymi zmianami
PA-32-260 Cherokee Six D
Model z 1971 roku z drobnymi zmianami
PA-32-260 Cherokee Six E
Model z 1972 roku z innym wnętrzem i deską rozdzielczą (oznaczenia literowe nie były stosowane po 1972 roku)
PA-32-300 Cherokee Six
Wersja z 300-konną jednostką Lycoming O-540-K, nazwany Piper Six 300 po 1979 roku
PA-32-300 Cherokee Six B
Model z 1969 roku z inną deską rozdzielczą
PA-32-300 Cherokee Six C
Model z 1970 roku
PA-32-300 Cherokee Six D
Model z 1971 roku
PA-32-300 Cherokee Six E
Model z 1972 roku (oznaczenia literowe nie były stosowane po 1972 roku)
PA-32-300LD
Eksperymentalny, bardziej opływowy model, dla zwiększenia zasięgu
PA-32S-300 Seaplane Version
Wariant z fabrycznie zamontowanymi pływakami zamiast kół, powstał w niewielkich ilościach
PA-32-301 Saratoga
Wersja z 1980 roku z 300-konnym agregatem Lycoming IO-540-K1G5 i chowanym podwoziem
PA-32-301T Turbo Saratoga
Saratoga z turbodoładowanym silnikiem Lycoming TIO-540-S1AD i zmienioną osłoną silnika
PA-32-3M
Prototyp PA-32 z trzema silnikami. Dodatkowe 115-konne silniki Lycoming O-235 zamontowane były w skrzydłach. Maszyna była pierwowzorem dla PA-34 Seneca